# Сен-Сіран
Абат Сен-Сіран (власн.Жан дю Верж'є де Оранн, фр. Jean du Vergier de Hauranne,abbé de Saint-Cyran; 1581, Байонна — 1643, Париж) — французький церковний діяч, друг і соратник Янсена, голова французьких янсеністів. 

## Біографія
Походив з багатої родини. Початкову освіту отримав у єзуїтському коледжі, пізніше вивчав філософію в Сорбонні. На початку 1600-х рр. вивчав богослів'я в католицькому університеті в Левені, де заслужив похвалу Юста Ліпсія. Ймовірно в Левені Жан дю Верже познайомився з Корнелієм Янсеном. 1605 року дю Верже та Янсен приїжджають до Парижа, відвідують лекції Едмонда Ріше, ґрунтовно вивчають теологічні праці: Святе Письмо, рішення вселенських соборів, праці отців церкви, в тому числі Августина. 1620 року дю Верже отримав абатство Сен-Сіран-ен-Бренн. Рішельє консультувався у дю Верже з питань теології та відгукувався в ту пору про нього, як про «найбільш ученого чоловіка Європи». З часом Сен-Сіран полишив заняття наукою, переконаний, що пристрасть до знання швидше пошкодила йому «бо зусилля в інтелектуальному плані збуджують лише гордість, яку спричиняє похвала тих, кого миряни іменують своїми мудрецями». Виступав проти компромісів, розслабленості, «обмирщення» церковного життя, за відродження чистоти ранньохристиянського вчення. Від 1623 року підтримував стосунки з Пор-Роялем, став духівником абатиси Анжеліки Арно, яка проводила в монастирі реформу чернечого життя. Від 1636 року стає настоятелем Пор-Рояля. Маючи дар духовного наставника, бувши оратором із коротким, але переконливим стилем, прямолінійна та цілісна людина, Сен-Сіран здобув собі шанувальників, у тому числі серед аристократичних та вчених кіл. При заміському Пор-Роялі, який як резиденцію обрав Сен-Сіран, утворилося поселення самітників — людей, котрі полишили світські обов'язки, але не склали чернечого обітниці. 
15 травня 1638 року Сен-Сіран був звинуваченим в єресі та заарештований за наказом Рішельє. Папери, що належали абатові, досконально вивчили, проте нічого протизаконного в них не виявили. Сен-Сіран був ув'язненим у Венсенському замку п'ять років. Його звільнили лише після смерті Рішельє та незадовго до власної смерті. 